# مسعود خميس رحمن
مسعود خميس رحمن هو عداء سريع قطري، ولد في 11 سبتمبر 1974.

## وصلات خارجية
- مسعود خميس رحمن على موقع الاتحاد الدولي لألعاب القوى (الإنجليزية)
- مسعود خميس رحمن على موقع أوليمبيديا (الإنجليزية)